# Koszmosz–125
A Koszmosz–125 a szovjet USZ–A aktív radarfelderítő műhold második tesztrepülése volt.

## Küldetés
A szovjet Legenda tengeri felderítő rendszerhez készült USZ–A típusú, aktív radarberendezéssel felszerelt felderítő műhold prototípusa. A repülés a radarfelderítő műhold első kísérleti indítása volt, melynek során tesztelték a berendezést. A műholdba a BESZ–5 Buk nukleáris termoelektromos generátor teljes méretű makettjét építették. A Koszmosz–102 programját folytatta.

## Jellemzői
1966. július 20-án a Bajkonuri űrrepülőtér indítóállomásról egy Szojuz-0 hordozórakétával juttatták Föld körüli, közeli körpályára. Az orbitális egység pályája 89 perces, 64.9 fokos hajlásszögű, elliptikus pálya-perigeuma 200 kilométer, apogeuma 257 kilométer volt. Hasznos tömege 4000 kilogramm.
Felépítése hengeres, átmérője 1.3 méter, magassága 10 méter. A nukleáris energia és az újszerű hajtómű (a pályaelem rendszeres korrigálására) kísérleti próbája mellett a navigálás, az adatgyűjtés és továbbítás módszerének alkalmasságát gyakorolták.
1966. augusztus 2-án műszeres egysége, földi parancsra belépett a légkörbe és megsemmisült.